# Phyllodes formosana
Phyllodes formosana là một loài bướm đêm trong họ Noctuidae.